# Eatonina crassicarinata
Eatonina crassicarinata är en snäckart som först beskrevs av Powell 1937.  Eatonina crassicarinata ingår i släktet Eatonina och familjen Cingulopsidae. Inga underarter finns listade i Catalogue of Life.